# Campionati italiani di calcio giovanile
I campionati italiani di calcio giovanile sono divisi in categorie in base alle fasce d'età dei giocatori. Sono organizzati dalle leghe per le categorie Under-19, i cui giocatori godono di formule precontrattuali e dal Settore Giovanile e Scolastico per le altre età.

## Campionati

### Under-20

#### Campionato Primavera 1
Il Campionato Primavera 1, istituito nel 1962 come Campionato Primavera, comprende tutte le migliori squadre giovanili delle società iscritte alla Serie A, alla Serie B e alla Serie C, le quali hanno l'obbligo di presentare una formazione. Gli atleti devono essere di età compresa tra i quindici e i diciannove anni, con l'aggiunta di alcuni fuoriquota variabili a seconda della stagione. Il vincitore di tale competizione ha il diritto di partecipare alla UEFA Youth League dell’anno successivo. Esiste anche una Coppa Italia Primavera e una Supercoppa Primavera.

#### Campionato Primavera 2
Il Campionato Primavera 2, istituito nel 2017, è il secondo livello del campionato Primavera, con il quale condivide il meccanismo di promozioni e retrocessioni. Comprende squadre giovanili delle società professionistiche ed è composto da trentadue squadre divise in due gironi da sedici.

#### Campionato Primavera 3
Il Campionato Primavera 3, che nel 2020 ha sostituito il Campionato nazionale Dante Berretti, è il terzo livello del campionato Primavera, con il quale condivide il meccanismo di promozioni e retrocessioni, inizialmente formato dalle squadre under-19 delle società iscritte alla Serie C. Esiste l'obbligo di presentare una squadra.

#### Campionato Primavera 4
Il Campionato Primavera 4, istituito nel 2021, è il quarto livello del campionato Primavera, con il quale condivide il meccanismo di promozioni e retrocessioni, inizialmente formato dalle squadre under-19 delle società iscritte alla Serie C. Esiste l'obbligo di presentare una squadra.

#### Campionato Nazionale Juniores
Il Campionato Nazionale Juniores, dal 1999, è l'equivalente del campionato Primavera per le società partecipanti alla Serie D. È presente una fase finale.

#### Campionato Juniores Dilettanti
Dall'Eccellenza in poi le squadre under-19 partecipano ai campionati di juniores provinciale, regionale B o regionale A. Presenti anche fasi finali.

### Under-18

#### Campionato Nazionale Under-18
Il Campionato Nazionale Under-18, istituito nel 2019, è riservato alle squadre minorili delle società iscritte alla Serie A e Serie B. Gli atleti iscritti al campionato devono compiere, nel corso dell'anno solare in cui inizia la stagione, un massimo di diciassette anni ed un minimo di quindici. L'iscrizione delle squadre ad oggi è facoltativa (a differenza di tutte le altre categorie giovanili).

### Under-17

#### Campionato Nazionale Under-17 Serie A e B
Il Campionato Nazionale Under-17, istituito nel 1959 come categoria Allievi Professionisti, è riservato alle squadre minorili delle società iscritte alla Serie A e Serie B, che hanno l'obbligo di presentarsi. Gli atleti devono essere di età non superiore ai sedici anni compiuti nell'anno solare di inizio della stagione calcistica.

#### Campionato Nazionale Under-17 Serie C
Il Campionato Under-17 Serie C è riservato alle squadre minorili delle società iscritte alla Serie C, che hanno l'obbligo di presentarsi. Le vincitrici dei due campionati nazionali Under-17 si contendono il titolo assoluto nella Supercoppa Under-17.

#### Campionato Nazionale Under-17 Dilettanti
Per le squadre dalla Serie D in giù, sotto la categoria Allievi A, vi sono campionati provinciali, regionali ed élite, con le rispettive fasi finali.

### Under-16

#### Campionato Nazionale Under-16 Serie A e B
Il Campionato Nazionale Under-16, istituito nel 2016, è riservato alle squadre minorili delle società iscritte alla Serie A e Serie B, che hanno l’obbligo di presentarsi. Gli atleti devono essere di età non superiore ai quindici anni.

#### Campionato Nazionale Under-16 Serie C
Il Campionato Under-16 Serie C, istituito nel 2017, è liberamente riservato alle squadre minorili delle società iscritte alla Serie C.

#### Campionato Giovanissimi Regionali Under-16
Per i dilettanti vi sono, sotto la categoria Allievi B, campionati provinciali e regionali, con fase finale annessa.

### Under-15

#### Campionato Nazionale Under-15 Serie A e B
Il Campionato Nazionale Under-15, istituito ai tempi come categoria Giovanissimi Professionisti, è riservato alle squadre minorili delle società iscritte alla Serie A e Serie B che hanno l'obbligo di partecipazione. Gli atleti devono essere di età non superiore ai quattordici anni compiuti nell'arco dell'anno solare di inizio della stagione calcistica.

#### Campionato Nazionale Under-15 Serie C
Il Campionato Under-15 Serie C è riservato alle squadre minorili delle società iscritte alla Serie C, che hanno l'obbligo di partecipazione. Le vincitrici dei due campionati nazionali Under-15 si contendono il titolo assoluto nella Supercoppa Under-15.

#### Campionato Giovanissimi Regionali Under-15
A livello dilettantistico sono presenti i campionati, di categoria giovanissimi A, provinciali, regionali ed élite, tutti con una fase finale.

### Under-14

#### Campionato Under-14 Pro
Il Campionato U14 è riservato alle squadre delle società professionistiche formate da giocatori Under-14.

#### Campionato Giovanissimi B
Il Campionato Giovanissimi B è riservato alle squadre dilettantistiche formate da giocatori che hanno compiuto tredici anni nell'anno di inizio della stagione ed è diviso in due fasi: una da ottobre a gennaio e l'altra da febbraio ad aprile-maggio.

### Under-13

#### Campionato Under-13 Pro
Il Campionato U13 è riservato alle squadre delle società professionistiche formate da giocatori Under-13.

#### Campionato Esordienti Provinciali
Il Campionato Esordienti Provinciali è riservato alle squadre di tutte le categorie, dove si disputa una prima fase tra le squadre dilettantistiche ed una seconda fase dove avanzano le migliori della fase precedente, insieme alle squadre professionistiche Under-12, per decidere il vincitore che poi parteciperà alla fase finale regionale con le vincenti delle altre province. Viene stilata una classifica solo al termine dei campionati, perché a questa età il calcio è solo un divertimento e non una competizione.

### Under-11

#### Campionato Pulcini
Il Campionato Pulcini è quello delle scuole calcio, per le quali non sono stilate classifiche finali, in quanto ritenute non formative per i piccoli calciatori: per loro, il calcio deve essere solo divertimento e non competizione. Per questa categoria la FIGC organizza la manifestazione Sei bravo a..., che rappresenta il clou della stagione sportiva giovanile.